# Stuttgarter Hofbräu
 (mai 2021).
Si vous disposez d'ouvrages ou d'articles de référence ou si vous connaissez des sites web de qualité traitant du thème abordé ici, merci de compléter l'article en donnant les références utiles à sa vérifiabilité et en les liant à la section « Notes et références ».
Stuttgarter Hofbräu est une brasserie fondée en 1872 à Stuttgart.

## Histoire
Dans le testament d'Eitel-Frédéric de Hohenzollern-Hechingen, il est mentionné que les moines de l'abbaye St. Luzen (de) ont droit de faire de la bière en récompense de leur travail. En 1608, les moines donnent leur première livraison à la Cour.
En 1872, les brasseries de St. Luzen et Englischer Garten fusionnent sous le nom de "Württembergisch-Hohenzollersche Brauereigesellschaft". En 1883, elle est le fournisseur de la cour du royaume de Wurtemberg. C'est pourquoi la brasserie conserve le nom de "Hofbräu". En 1933, elle se renomme simplement Stuttgarter Hofbräu.
En 1981, elle produit pour la première année plus d'un million d'hectolitres. En 2002, elle se met à produire de la bière de la marque Malteser Weissbier.
En 2004, Radeberger Gruppe, filiale de Dr. August Oetker, acquiert 49 % des actions. En 2010, elle devient l'actionnaire unique.
Depuis 2002, Stuttgarter Hofbräu est l'un des principaux sponsors de la Cannstatter Volksfest. Elle organise l'élection du roi et de ses deux princesses.

## Production
Stuttgarter Hofbräu produit de la pils, de l'export et du panaché, Malteser Weissbier de la bière blanche.